# De crash

De afgelegde vliegroute door TWA Vlucht 800.

De crash is een thriller van auteur Nelson DeMille uit 2004 met als protagonist rechercheur John Corey.

## Het verhaal
Het verhaal vangt aan met het neerstorten van vlucht TWAvlucht 800 op ongeveer 32 kilometer ten zuidwesten van New York. Een stelletje met een illegale liefdesaffaire bedrijft de liefde op een van de stranden aan de zuidkust van Long Island is getuige van het neerstorten van de Boeing 747 in volle zee. Zij slaan op de vlucht, om hun relatie voor hun partners verborgen te houden. Tijdens het filmen van de liefdesdaad is echter ook, geheel per ongeluk, de crash van het vliegtuig gefilmd en hierop is te zien dat een raket uit de zee omhoog schiet in de richting van het vliegtuig.
Vijf jaar later wordt rechercheur John Corey van de Anti-Terrorist Task Force (een fictieve FBI-afdeling die is gebaseerd op de Joint Terrorism Task Force van de FBI) gestimuleerd door zijn vrouw Kate Mayfield, om de crash opnieuw te onderzoeken. De officiële eindconclusie van het onderzoek naar de oorzaak van de vliegramp gaf aan dat het ging om een technisch mankement. Zijn vrouw Kate was een van onderzoekers naar de oorzaak van de ramp bij het oorspronkelijke onderzoek maar zij vermoedt een samenzwering op het allerhoogste niveau binnen de Amerikaanse regering.